# 비트 더 드럼
《비트 더 드럼》(Beat The Drum)은 미국에서 제작된 데이빗 힉슨 감독의 2003년 드라마 영화이다. 주니어 싱고, 클리브 스콧, 오웬 세이야케 등이 출연하였고 카렌 S. 샤피로 등이 제작에 참여하였다.

## 출연

### 주연
- 주니어 싱고
- 마리 트왈라

### 조연
- 글렌 가벨라
- 제레미아 느들로부
- 오웬 세이야케
- 클리브 스콧
- 톰 페어풋
- 놀라탄두 말레케
- 나사티 모셰시

## 기타
- 미술: 조니 브리드
- 의상: 루이 플립

## 사운드트랙
2003년 2월 13일 사운드트랙 음반이 발매되었다.
1. "The Village", 5:32
2. "Thandi / Sacrifice", 3:46
3. "The Journey", 2:47
4. "Nobe & Musa", 2:25
5. "Jo'burg", 1:31
6. "The Muthi Market", 1:42
7. "Wash For A Rand, Part 1", 2:33
8. "On The Streets", 2:08
9. "We Do Not Talk About It", 2:07
10. "Wash For A Rand, Part 2", 2:53
11. "Musa's Theme", 2:41
12. "Have You Seen T?", 1:20
13. "Stephan Passed Away", 0:45
14. "One More Stop", 1:59
15. "Returning Home", 1:55
16. "What Has Happened", 1:20
17. "Wait For Elder", 1:11
18. "Hallucination", 1:15
19. "Lauren's Revelation", 2:37
20. "Thandi's Theme", 2:27
21. "Did God Send You?", 3:11
22. "Brand New Day", 5:14